# Идия (ийоба Бенина)
Идия (кон. XV — нач. XVI вв.) — ийоба («королева-мать») средневекового бенинского государства Эдо (Бенин) при своём сыне обе никхуа («императоре») Эзигие, правившем около 1504 — 1550 годов и учредившем титул ийоба специально для неё.